# Fátima Mohamed Dos Santos
Fátima Mohamed Dos Santos est une femme politique espagnole membre du Parti populaire (PP).

## Biographie

### Vie privée
Elle est célibataire.

### Activités politiques
Elle est députée à l'Assemblée de Ceuta de 2011 à 2015, occupant le poste de deuxième vice-présidente de l'Assemblée.
Le 20 décembre 2015, elle est élue sénatrice pour Ceuta au Sénat et réélue en 2016.